# 藤原清瀬
藤原 清瀬（ふじわら の きよせ、生没年不詳）は、平安時代前期の貴族。藤原南家、右衛門権佐・藤原長道の曾孫。従五位下・藤原道成の子。官位は従五位上・伊勢守（または伊予守）

## 経歴
清和朝で大蔵少輔を務める。
元慶元年（877年）4月に備中介の官職にあったが、陽成天皇の大嘗会に向けて備中守・源直らとともに主基行事に任ぜられる。同年中に美濃介に遷り、11月の大嘗会に際して従五位上に昇叙された。元慶6年（882年）左衛門権佐の官職にあった際に左相撲司を務めたほか、時期は不明ながら木工頭や伊勢守（または伊予守）を務めている。

## 官歴
注記のないものは『日本三代実録』による。
- 時期不詳：従五位下
- 貞観5年（863年） 12月18日：見大蔵少輔[1]
- 時期不詳：備中介
- 元慶元年（877年） 4月26日：大嘗会主基行事。日付不詳：美濃介。11月21日：従五位上
- 元慶6年（882年） 6月26日：見左衛門権佐
- 時期不詳：木工頭。伊勢守（または伊予守）[2]

## 系譜
『尊卑分脈』による。
- 父：藤原道成
- 母：不詳
- 妻：藤原長岡の娘
  - 男子：藤原善方（?-929）
- 生母不詳の子女
  - 男子：藤原滋茂